# Gegè Telesforo
Gegè Telesforo, pseudonimo di Eugenio Roberto Antonio Telesforo (Foggia, 14 ottobre 1961), è un cantante, musicista, conduttore televisivo e radiofonico italiano.

## Biografia
Polistrumentista, cantante, compositore, conduttore e autore di programmi radiofonici e televisivi, appassionato e profondo conoscitore di musica, in particolare jazz e fusion, collabora con giornali e riviste specializzate. Conosce e pratica lo scat, una forma di canto jazz che si basa sull'improvvisazione vocale.
Nella sua carriera ha duettato, fra gli altri, con Jon Hendricks, Dizzy Gillespie, Clark Terry, Dee Dee Bridgewater, Lucio Dalla, Giorgia e Tosca.
È noto al grande pubblico soprattutto per aver preso parte a diverse trasmissioni televisive di Renzo Arbore.
Dal 2023 è testimonial ufficiale dei City Angels.

## Radio
- 1977-1979 "Dimensione Jazz" (Radio Foggia)
- 1981 "Tra la Gente" (Rai Radio 1)
- 1993 Inviato speciale al Festival di Sanremo per RadioVerde Rai
- 1990-1995 "I Rompitasche" per RDS
- 1998 "I Rompitasche" per RDS (con Andy Luotto e Rodolfo Laganà)
- 2002-2007 "Capital Groove Master" per Radio Capital
- Dal 2013 al 2021 "Soundcheck" per Radio 24.

## Filmografia
- Nontuttorosa, regia di Amanzio Todini - film TV (1987)

## Televisione
- 1981 Telepatria international
- 1984 Cari amici vicini e lontani
- 1985 Quelli della notte
- 1986 Marisa LaNuit Electoral (Speciale elezioni)
- 1986 Festival di Sanremo, con Renzo Arbore ne Il clarinetto
- 1987-1988 D.O.C. : Musica e altro a denominazione d'origine controllata
- 1988 Umbria Jazz
- 1990 Sanremo International (Rai 1, con Elisa Satta)
- 1991 La notte contro i razzismi
- 1994 "Sanremo Famosi" (Telemontecarlo)
- 1994 Trenta ore per la vita  (Reti Mediaset)
- 1996 Un sogno americano, Tim Time Gershwin (RaiUno)
- 2016-2019 Variazioni su tema (Rai 5)
- 2020 Striminzitic Show
- 2022 Appresso alla musica. In due si racconta meglio
- 2024 Come ridevamo

## Discografia
- 1990 Gegé Telesforo (Gala Records)
- 1993 Gegé and the Boparazzi (GO Jazz)
- 1996 Gegé and the Mother Tongue (Go Jazz)
- 1997 P.F.L." Pure Funk Live (Il Manifesto)
- 1998 Ben & his Buddies (GO Jazz)
- 2002 We couldn't be happier (Go Jazz)
- 2003 Opopomoz Blues
- 2006 Groovin'on the swing of things-The best of GeGè Telesforo (Groove Master Edition)
- 2007 Love and other contradictions (Groove Master Edition)
- 2010 So Cool (Groove Master Edition)
- 2012 A Nu Joy (Groove Master Edition)
- 2016 Fun Slow Ride (Groove Master Edition/EgeaRecords/Ropeadope)
- 2018 SongBook (Groove Master Edition)
- 2020 Il Mondo in Testa (Groove Master Edition / Jandomusic / ViaVenetoJazz)
- 2022 Impossible Tour Live (Groove Master Edition)

• 2024 BIG MAMA LEGACY    (Ropeadope)

## Collaborazioni
- Meridiana Group: "Wake Up" (giugno 2001)
- Funkoff : "Uh yeah?" (2000)
- Tinturia: "Abusivi" (CNI 1999)
- Ben Sidran: "Live at The Celebrity Lounge" (GoJazz 1998)
- Giorgia: "One More Go Round" (GoJazz 1996)
- Zenima: "Zenima" (BMG 1996)
- Giovanni Tommaso: "Strane Stelle Strane" (BMG 1995)
- Phil Upchurch: "Love is Strange" (GoJazz 1995)
- Gli IO Vorrei La Pelle Nera: "L'Ultimo Disco…" (Flying 1995)
- DeeDee Bridgewater: "The Best of…" (Gala Records 1994)
- Mike Francis: "Dreams in Tambuli - Live in the Philippines" (BMG 1992, VHS)
- Giancarlo Russo: "L'Isola" (Globo-PolyGram 1992)
- Gianni Bella: "La Fila degli Oleandri" (Fonit Cetra 1991)
- Roberto Gatto: "Notes" (Gala Records 1986)
- "Orchestra Italiana-Suds" (Ricordi-BMG 1998).
- "Barilla Boogie Band-Live" (Fonit Cetra-1987)
- "Quelli della Notte vol.2" (Fonit Cetra 1985)
- Renzo Arbore: "Cari Amici Vicini e Lontani" (Fonit Cetra-1985)
- "Quelli della Notte vol.1" (Fonit Cetra 1985)
- Claudio Baglioni: "Sissignore" (2009)
- Paolo di Sabatino: "Voices" (2011)
- Marco Mengoni:Solo Tour 2.0 (2011)
- Alessandro Florio Trio (w/ Pat Bianchi & Carmen Intorre jr): "Roots Interchange" (2015)

## Compilation
- "Acid Jazz n°14" (New Sounds 1996)
- "Singing Singles" (GoJazz 1996)